# يوري مانين
يوري مانين (الروسية: Юрий Иванович Манин) (و. 1937 – م) هو رياضياتي، وأستاذ جامعي، من الاتحاد السوفيتي، ولد في سيمفروبول، وهو عضوٌ في الأكاديمية الألمانية للعلوم ليوبولدينا، والأكاديمية الملكية الهولندية للفنون والعلوم، والأكاديمية الروسية للعلوم، والأكاديمية البابوية للعلوم، والأكاديمية الفرنسية للعلوم، والأكاديمية الأمريكية للفنون والعلوم.

## التعليم
تعلم في جامعة موسكو الحكومية.

## مناصب وهيئات
أدار جامعة نورث وسترن (منذ 2002).

## جوائز
حصل على جوائز منها:
- جائزة بوياي [الإنجليزية]‏ (2010)
- ميدالية كانتور (2002)
- جائزة الملك فيصل العالمية في العلوم (2002)
- جائزة رولف شوك في الرياضيات  [لغات أخرى]‏ (1999)
- جائزة نمرز في الرياضيات (1994)
- وسام بروير (1987)
- وسام الاستحقاق
- قائد فرسان من وسام استحقاق جمهورية ألمانيا الاتحادية
- وسام الاستحقاق للفنون والعلوم
- جائزة لينين.